# Adunarea Parlamentară a NATO
Adunarea Parlamentară a NATO (NATO Parliamentary Assembly, NATO PA / Assemblée parlementaire de l'OTAN, AP OTAN) a fost înființată în anul 1955 sub denumirea de North Atlantic Assembly (Adunarea Atlanticului de Nord) este un organism consultativ interparlamentar format din membri ai parlamentelor naționale ale statelor membre, numărul reprezentanților naționali fiind proporțional cu numărul populației statelor membre și reprezintă distribuția politică a parlamentelor naționale. Președintele în funcție al AP OTAN este  Attila Mesterházy din 2019. Secretarul general actual este Ruxandra Popa din Franța; ea ocupă această poziție din ianuarie 2020.

## Rol
Reunind legiuitorii din toate statele membre ale Alianței Atlantice, AP NATO asigură o legătură între NATO și parlamentele națiunilor sale membre.
În același timp, aceasta facilitează conștientizarea parlamentară și înțelegerea problemelor esențiale de securitate și contribuie la o mai mare transparență a politicilor NATO. Este esențial să mențină și să consolideze relația transatlantică, care stă la baza Alianței Atlantice.
De la sfârșitul Războiului Rece, Adunarea și-a asumat un nou rol prin integrarea în activitatea sa a parlamentarilor din acele țări din Europa Centrală și de Est și dincolo de acestea care caută o asociere mai strânsă cu NATO. Această integrare a oferit asistență atât politică, cât și practică și a căutat să contribuie la consolidarea democrației parlamentare în întreaga regiune euro-atlantică și să completeze și să consolideze programul propriu de parteneriat și cooperare al NATO.
Adunarea sa implicat direct în asistarea în procesul de ratificare a protocoalelor de aderare semnat la sfârșitul anului 1997, care a culminat cu aderarea Republicii Cehe, Ungariei și Poloniei la Alianță în martie 1999. A jucat același rol cu privind procesul de ratificare care a dus la aderarea Bulgariei, a Estoniei, a Letoniei, a Lituaniei, a României, a Slovaciei și a Sloveniei, în martie 2004.

## Numărul de reprezentanți

### State membre
Numărul de reprezentanți ai fiecărui stat membru
| Stat Membru                  | Organism Legislativ Național           | Număr Reprezentanți |
| ---------------------------- | -------------------------------------- | ------------------- |
| Albania                      | Assembly of the Republic               | 4                   |
| Belgia                       | La Chambre, Senate                     | 7                   |
| Bulgaria                     | Narodno Sobranie                       | 6                   |
| Canada                       | Senate and House of Commons            | 12                  |
| Croația                      | House of Representatives               | 5                   |
| Republica Cehă               | Poslanecka Snemovna, Senat, Delegation | 7                   |
| Danemarca                    | Folketinget                            | 5                   |
| Estonia                      | Riigikogu                              | 3                   |
| Franța                       | Assemblée Nationale, Sénate            | 18                  |
| Germania                     | Bundestag, Bundesrat                   | 18                  |
| Grecia                       | Parliament                             | 7                   |
| Islanda                      | Althingi                               | 3                   |
| Italia                       | Camera, Senato                         | 18                  |
| Letonia                      | Saeima                                 | 3                   |
| Lituania                     | Seimas                                 | 4                   |
| Luxemburg                    | Chambre des Députés                    | 3                   |
| Norvegia                     | Stortinget                             | 5                   |
| Olanda                       | Eerste Kamer, Tweede Kamer             | 7                   |
| Polonia                      | Sejm, Senat                            | 12                  |
| Portugalia                   | Parlamento                             | 7                   |
| Regatul Unit                 | House of Commons, House of Lords       | 18                  |
| România                      | Camera Deputatilor, Senat              | 10                  |
| Slovacia                     | Národna rada Slovenskej republiky      | 5                   |
| Slovenia                     | Drzavni Zbor                           | 3                   |
| Spania                       | Congreso, Senado                       | 12                  |
| Statele Unite                | House of Representatives, Senate       | 36                  |
| Turcia                       | Turkish Grand National Assembly        | 12                  |
| Ungaria                      | Orszaggyules                           | 7                   |
| Număr total de reprezentanți |                                        | 257                 |

### State asociate
Numărul de reprezentanți ai fiecărui stat asociat
| Stat Asociat                 | Organism Legislativ Național                | Număr Reprezentanți |
| ---------------------------- | ------------------------------------------- | ------------------- |
| Armenia                      | Azgayin Zhoghov                             | 3                   |
| Austria                      | Parlament                                   | 5                   |
| Azerbaijan                   | Milli Mejlis                                | 5                   |
| Bosnia și Herțegovina        | Parlament                                   | 3                   |
| Elveția                      | Assemblée Fédéral Bundesversammlung         | 5                   |
| Federația Rusă               | Soviet Federatsii, Gossoudarstvennaya Duma  | 10                  |
| Finlanda                     | Eduskunta - Riksdagen                       | 4                   |
| Georgia                      | Parliament of Georgia                       | 4                   |
| Moldova                      | Parlamentul Republicii Moldova              | 3                   |
| Muntenegru                   | Skupštine Crne Gore                         | 3                   |
| Republica Macedonia          | Sobranie                                    | 3                   |
| Serbia                       | National Assembly of the Republic of Serbia | 5                   |
| Suedia                       | Riksdag                                     | 5                   |
| Ucraina                      | Verkhovna Rada                              | 8                   |
| Număr total de reprezentanți |                                             | 66                  |

## Președinți
- Wishart McLea Robertson (1955–1956)
- Wayne Hays (1956–1957)
- Johannes Josephus Fens (1957–1959)
- Antoine Béthouart (1959–1960)
- Nils Langhelle (1960–1961)
- Pietro Micara (1961–1962)
- Lord Crathorne (1962–1963)
- Georg Kliesing (1963–1964)
- Henri Moreau de Melen (1964–1965)
- José Soares da Fonseca (1965–1966)
- Jean-Eudes Dubé (1966–1967)
- Matthías Árni Mathiesen (1967–1968)
- Kasım Gülek (1968–1969)
- Wayne Hays (1969–1970)
- Romain Fandel (1970–1971)
- Terrence Murphy (1971–1972)
- John Peel (1972–1973)
- Knud Damgaard (1973–1975)
- Wayne Hays (1975–1977)
- Sir Geoffrey de Freitas (1977–1979)
- Paul Thyness (1979–1980)
- Jack Brooks (1980–1982)
- Peter Corterier (1982–1983)
- Sir Patrick Wall (1983–1985)
- Charles McCurdy Mathias, Jr. (1985–1986)
- Ton Frinking (1986–1988)
- Sir Patrick Duffy (1988–1990)
- Charles Rose (1990–1992)
- Loïc Bouvard (1992–1994)
- Karsten Voigt (1994–1996)
- William V. Roth, Jr.  (1996–1998)
- Javier Ruperez (1998–2000)
- Rafael Estrella (2000–2002)
- Doug Bereuter (2002–2004)
- Pierre Lellouche (2004–2006)
- Bert Koenders (2006–2007)
- José Lello (2007–2008)
- John S. Tanner (2008–2010)
- Karl A. Lamers (2010–2012)
- Sir Hugh Bayley (2012–2014)
- Mike Turner (2014–2016)
- Paolo Alli (2016–2018)
- Rasa Jukneviciene (2018)
- Madeleine Moon (2018-present)[3]